# Octahedron
Octahedron to piąty album studyjny amerykańskiego zespołu The Mars Volta. Premiera albumu miała miejsce 23 czerwca 2009. Płyta zadebiutowała na 12 pozycji listy Billboard 200, przy sprzedaży 29,980 egzemplarzy w trakcie pierwszego tygodnia od premiery.
Wokalista zespołu Cedric Bixler Zavala, odnosząc się do albumu powiedział, że zespół chciał nagrać album który będzie "Przeciwieństwem wszystkich naszych dotychczasowych nagrań. Przez cały czas groziliśmy wszystkim, że zrobimy album popowy i w końcu zrobiliśmy"

## Powstanie albumu
Zaraz po wydaniu The Bedlam in Goliath, w styczniu 2008, Omar Rodríguez-López w rozmowie na temat następnego albumu powiedział: "Uważam że będzie to nasz album akustyczny". Również wokalista zespołu, Cedric Bixler-Zavala opisywał kolejny album jako "akustyczny" i "łagodny", jednakże zaznaczył: "Wiemy jacy ludzie potrafią był linearni w swoich sposobach myślenia, tak więc gdy usłyszą nowy album, powiedzą 'To nie jest album akustyczny! Jest tam dużo elektryczność' Ale to nasza wersja. To właśnie to robi nasz zespół - celebruje zmiany. To nasze zdanie i my uważamy ten album za akustyczny". Przed nagraniem Omar Rodríguez-López poprosił Paula Hinojosa (odpowiedzialnego za manipulacje dźwiękiem) oraz Adriána Terrazas-Gonzáleza (saksofonoiste) o opuszczenie zespołu. Zgodnie z informacją na stronie Mars Volty odejście odbyło się bezkonfliktowo.
Podobnie jak trzeci album studyjny zespołu (Amputechture) Octahedron nie ma jednego, wspólnego tematu. Cedric Bixler Zavala twierdzi, że nie jest to concept album, "Myślałem, że [Octahedron] będzie [concept albumem] ale nie mogłem się wziąć za pisanie o czymś konkretnym. Powstawało wiele piosenek jednocześnie na temat zagadnień, na temat których wolałbym się nie rozwodzić [...]: porwania, zaginięcia, różne scenariusze "co by był gdyby", scenariusze traktujące o tym jak wywalić Republikanów z Białego Domu jeżeli się do niego dostaną".

## Promocja
Pierwszy singiel, "Cotopaxi" został zaprezentowany w radiu BBC One, jako "najlepsze nagranie na świecie (tego dnia)" (hottest record in the world).
Do posiadaczy subskrypcji na stronie The Mars Volta, 16 maja, został wysłany e-mail z linkami do czterech piosenek z płyty ("Since We've Been Wrong", "Cotopaxi", "With Twilight as My Guide" i "Desperate Graves"). Ich odtworzenie było możliwe po włożeniu którejś poprzedniej płyty zespołu do komputera. Podczas promocji albumu losowane były bilety na koncert Mars Volty 18 czerwca w Londynie. Informacje dla subskrybentów zawierały również linka do sklepu, w którym można było przedpremierowo kupić limitowaną, ekskluzywną wersję wydawnictwa.
Z okazji premiery albumu powstała interaktywna strona internetowa, na której można posłuchać kilku utworów z płyty ("Since We've Been Wrong" i "Cotopaxi") oraz zapoznać się z ich tekstami. Strona prezentuje także grafiki związane z albumem i zespołem.

## Utwory
1. Since We've Been Wrong - 7:20
2. Teflon - 5:04
3. Halo of Nembutals - 5:30
4. With Twilight as My Guide - 7:52
5. Cotopaxi - 3:38
6. Desperate Graves - 4:56
7. Copernicus - 7:22
8. Luciforms - 8:22

## Skład
- Omar Rodríguez-López – gitara
- Cedric Bixler-Zavala – wokal
- Isaiah Ikey Owens – organy
- Juan Alderete – gitara basowa
- Thomas Pridgen – bębny
- Marcel Rodríguez-López – perkusja
- John Frusciante – gitara
- Mark Aanderud – dodatkowe pianino
- Jeff Jordan – okładka
- Sonny Kay – layout i design
- Howie Weinberg – mastering